# Шипозірник гарненький
Шипозірник гарненький (Eurhynchiastrum pulchellum) — вид мохів порядку гіпнобрієвих (Hypnales).

## Поширення
Ареал охоплює такі частини світу: Європа, Північна Америка, Південна Америка, Азія.

## Характеристика

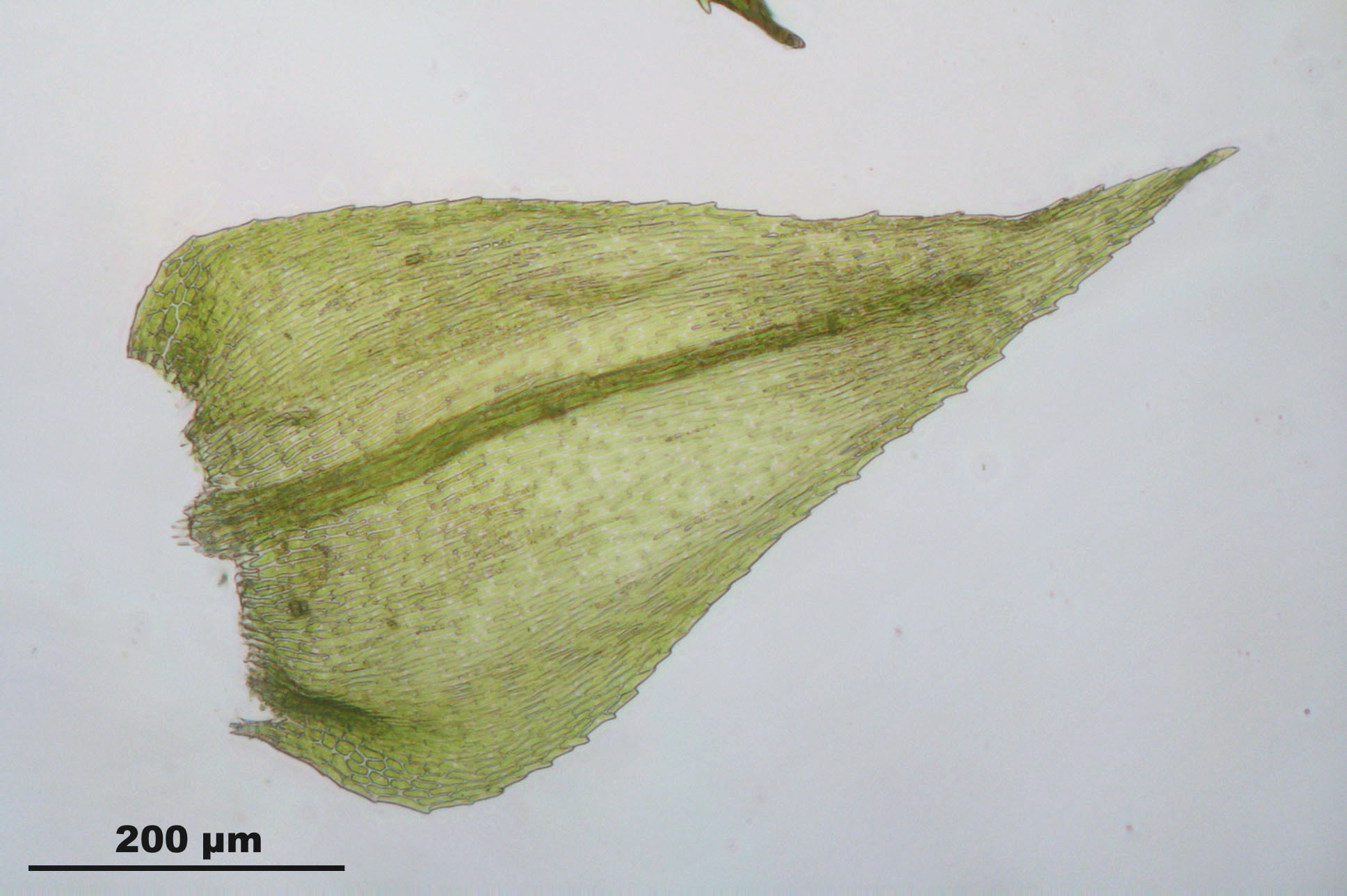

Рослини блискучі. Стебла 2–6(13) см, гілки 3–8(17) мм. Стеблові листки найширші на 1/10 довжини листка чи нижче, 0.5–1.3(2.6) × 0.4–0.9(1.8) мм; краї рівні або загнуті проксимально. Листки 0.2–1.3(1.9) × 0.2–0.5(1) мм. Коробочкові ніжки 1–1.8 см. Коробочка 1.5 мм. Спори злегка сосочкові.